# Castell de Rúbies
El castell de Rúbies és situat al poblet de Rúbies, gairebé al cim del Montsec de Rúbies, a l'extrem occidental d'aquesta serralada. Hi ha una bona panoràmica sobre la vall d'Àger.

## Història

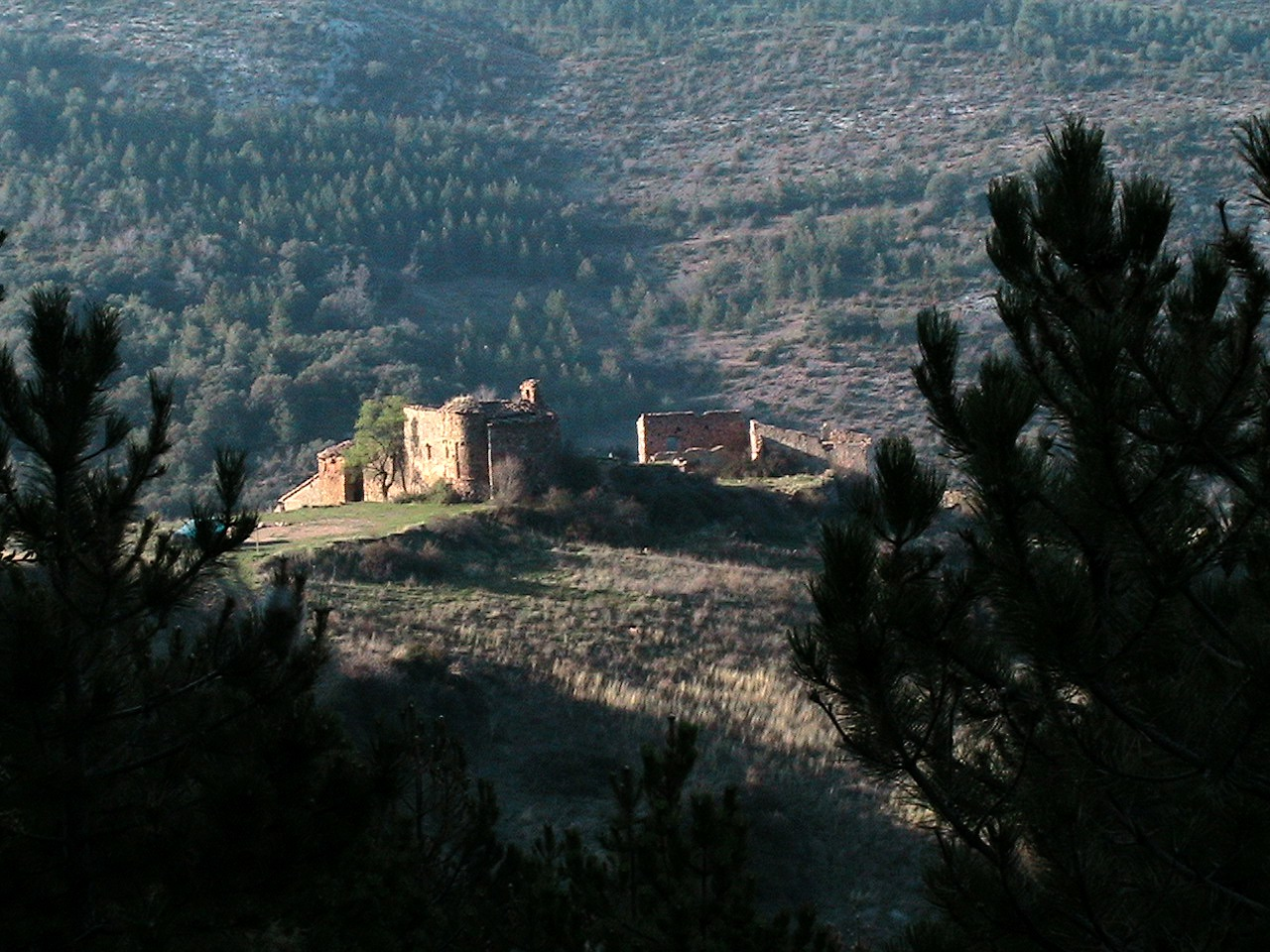
Castell de Rúbies i Santa Maria de Rúbies (abril 2008)

Les primeres notícies d'aquest lloc són de l'any 1095 en què Ermengol, fill de Guitard Guillem de Meià, confirmà al monestir de Santa Maria de Meià les esglésies que posseïa el monestir com a dotació anterior feta l'any 1040; una de l'esglésies era la de Rúbies i aquest fet permet suposar que Guillem de Meià posseïa el castell. L'any 1137 consta documentalment que el monestir tenia diversos drets al castell de Rúbies i posseïa l'església. El castell passà de Guitard Guillem de Meià al seu fill Guillem Guitard de Conques. La filla d'aquest, Guilleuma, senyora de Rúbies, apareix en un document de donació del seu germà al monestir de Santa Maria de Meià.

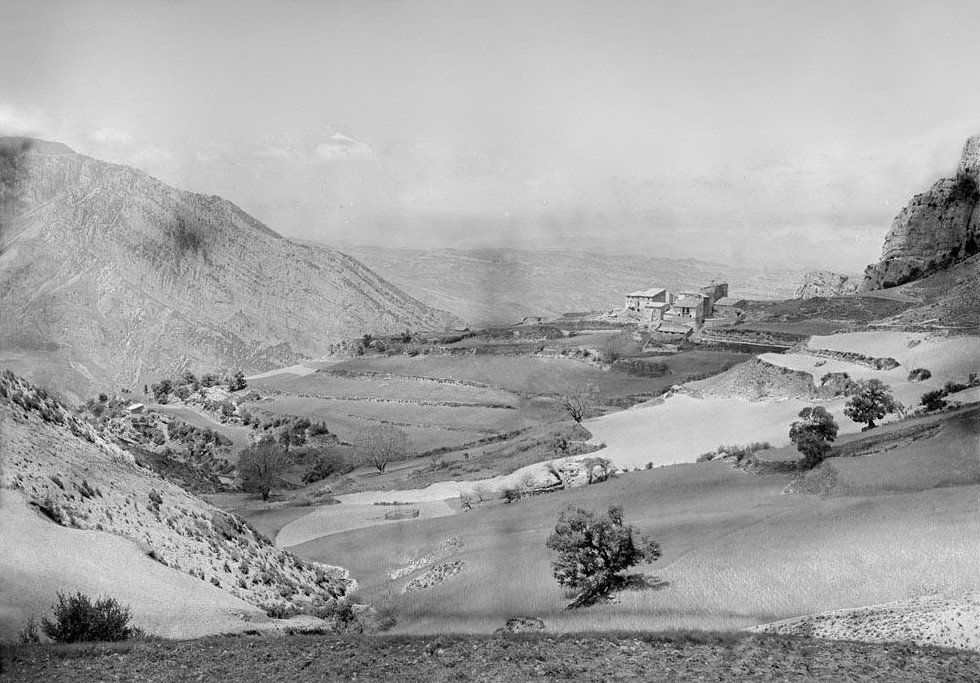
L'antic nucli de població de Rúbies el 1889. Fotografia de Marià Vidal i Carreras

Santa Maria de Meià passà a ser senyor jurisdiccional del castell de Rúbies. El 1290, Bernat de Montalt donà tot el que tenia al castell i la vila de Rúbies i els seus termes; la dominicatura, la jurisdicció i tots els rèdits i delmes. La dependència del monestir feu que el castell de Rúbies no seguís les vicissituds de la major part de castells de la conca de Meià que foren incorporats al marquesat de Camarasa. Només l'any 1426, el rei Alfons IV vengué a Nicolau de Gralla diversos castells i jurisdiccions entre les quals hi havia la de Rúbies però el monestir continuà sent el senyor jurisdiccional si bé, a causa de la despoblació, el seu terme es degué unir al de Peralba fins a la l'extinció de les senyories jurisdiccionals el segle xix.
A mitjan segle xvii, Roig i Jalpí (1624-1691) escrivia: «En el lugar de Rúbies hay un Castillo que hoy està derruydo, con una Torre grande habitable, quadrada».

## Arquitectura
Al poble rònec de Rúbies hi romanen l'església, a l'extrem nord, el més alt i cinc habitatges adossats, en força mal estat, situats al sud. El tercer d'aquests edificis, que es troba a uns 20 m de l'església, és una torre de planta trapezoïdal; els costats fan 5,5 m, 3,8 m, 6,9 m i 4,35 m. El gruix del mur és de 80 cm. L'alçada de l'edifici és d'uns 9 m i està repartida en una planta baixa i tres pisos. La coberta actual és de doble vessant. Quan la fortificació es convertí en casa de pagès sofrí diverses transformacions i reconstruccions, especialment en la façana occidental i la part superior, on hi ha fragments de mur de tàpia.
La porta principal és a l'extrem sud del mur oest i podria correspondre's amb l'original. A la paret est hi ha diverses espitlleres. Els murs són fets amb carreus de mida mitjana (20 cm X 40 cm) poc o molt escairats i treballats, una mica més irregulars que els de l'església. Són units amb morter de calç.
D'acord amb les característiques actuals, es pot considerar la fortificació com un castell del tipus torre que es dataria cap al segle xii o XIII, comparable als castells de planta quadrangular de Figuerola o de Vernet.